# George Santos
George Anthony Devolder Santos, född 22 juli 1988, är en amerikansk republikansk politiker och tidigare ledamot i USA:s representanthus för New Yorks tredje kongressdistrikt från januari till december 2023. Den 1 december 2023 uteslöts Santos från representanthuset efter en votering. Han är den sjätte personen som uteslutits från representanthuset, och den första sedan 2002.

## Biografi
Santos föddes 1988 som son till Gercino Antonio dos Sant Jr. och Fatima Aziza Caruso Horta Devolder, bägge födda i Brasilien.
The New York Times har verifierat att Santos 2006 tagit studenten i New York. Brasilianska myndigheter hävdar att Santos bodde i Brasilien mellan juli 2008 och 2011. Han har erkänt att han ljugit om att ha tagit högskoleexamen.
Före sitt inval 2023 i kongressen arbetade Santos för ett antal företag i New York och Florida. Hans senaste befattning var hos ett Floridabaserat alternativt investeringsbolag. Firman har anklagats för att ha drivit ett ponzibedrägeri, men Santos nämndes inte i några av anklagelserna och förnekade kännedom om bedrägeriet.  Efter klagomål från United States Securities and Exchange Commission mot företaget skapade Santos företaget Devolder Organization LLC.

### Politisk karriär
Santos var Republikanska partiets kandidat till sin nuvarande post för första gången 2020, men förlorade mot då sittande Thomas Suozzi. År 2022 ställde han upp igen, och valdes då in i USA:s kongress för New Yorks tredje kongressdistrikt, ett distrikt som inkluderar delar av norra Nassau County, Long Island och nordöstra Queens.

### Anklagelser om brott och vilseledande information
I maj 2023 väckte en federal åklagare åtal mot Santos för penningtvätt, förskingring och bedrägeri. Han har tidigare anklagats för att ha fabricerat information gällande sin personliga och finansiella bakgrund.
Santos har gjort flera tvivelaktiga och falska påståenden om sin biografi, anställningshistorik och finansiella status, både offentligt och privat. Sex veckor efter hans tillträde rapporterade flera nyhetskällor att stora delar av hans självutgivna biografi verkar vara fabricerad, inklusive falska påståenden om härkomst, utbildning, anställningar, välgörenhetsarbete, egendomar och brott som han påstått sig vara offer för. Santos har erkänt att han ljugit om sin utbildning och anställning. Från och med januari 2023 utreds han av amerikanska federala, delstatliga och regionala myndigheter, samt även av brasilianskamyndigheter.
År 2010 erkände Santos att han år 2008 begått checkbedrägeri i Brasilien. Fallet lämnades dock olöst efter att Santos år 2011 inte inställde sig inför brasiliansk domstol. Efter hans val återöppnande brasilianska myndigheter fallet. Samtidigt har det fällts flera domar mot Santos i vräknings- och personliga skuldfall i USA. Santos erkände 2022 att han underlåtit att betala en dom från 2017 på över 12000 dollar för obetald hyra. En bekant till Santos har anklagat honom för att underlåtit att betala av ytterligare 5000 dollar av en personlig skuld från 2015. Santos tidigare rumskamrat har anklagat honom för stöld.

### Familj
Hans morföräldrar, Paulo Horta Devolder och Roslina Caruso Horta Devolder föddes också i Brasilien. Även tre av hans fyra gammelmorföräldrar föddes i Brasilien medan den sista föddes i Belgien 1863 och emigrerade till Brasilien 1884. Hans farföräldrar är inte kända.
George Santos mor kom först till Florida som migrantarbetare år 1985 där hon plockade bönor. Hon flyttade senare till New York och arbetade som hushållerska. Santos har påstått sig inneha dubbelt medborgarskap i USA och Brasilien genom sina föräldrar, men en brasiliansk domstol beskrev Santos som en amerikansk medborgare. Han har en syster, Tiffany Lee Devolder Santos.